# 千代田区立番町小学校
千代田区立番町小学校（ちよだくりつ ばんちょうしょうがっこう）は、東京都千代田区六番町にある公立小学校。
開校150年を超える、東京都で最も長い歴史と伝統を持った小学校の1つである。後述の理由からも、日本を代表する名門公立小学校とされてきた。

## 概要

### 明治時代
1871年（明治4年）創立。学制発布以前に設立された伝統校、東京府小学六校（いわゆる官立六校）のうち、1870年（明治3年）6月13日に、市谷八幡町（現新宿区）の洞雲寺境内に設けられた小学第二校が番町小学校の前身にあたる。翌1871年12月4日、文部省直轄の小学第二校 と改称されたときが創立記念日になっている。ちなみに、現在の校舎が建つ場所には、かつて江戸市全域の消防や警備にあたる定火消（単に火消ともいう）の屋敷があり、その後は上野小幡藩の上屋敷となった経緯がある。
1873年（明治6年）5月3日施行の新学制により、官立学校として「第一番小学・番町学校」と改称された。
1878年（明治11年）には新たな歩みの始まりとして本格的な校舎の建築が施工された。その新校舎は全体がH型をした木造校舎であり、唐破風造玄関を有するなど当時の学校建築としては最先端であった。翌1879年（明治12年）に学区番号の廃止に伴って「番町学校」となった。校地を1522坪まで拡大し、当時の学校としては立派な建物であった。
1886年（明治19年）、法令の変更により「番町尋常高等小学校」と改称され、同年10月、当時の皇太子（のちの大正天皇）が授業を観覧した。

### 大正時代
1920年（大正9年）に創立50年を迎えた。番町の卒業生である芳賀矢一（国文学者、文部省唱歌「鎌倉」の作詞者）作詞、宮内省（現宮内庁）式部職楽部の多忠亮作曲のもと「創立記念日の歌」が作られた。
1922年（大正11年）には漏電によって校舎や資料の大部分が焼失する火災事故が起きた。校舎の再建までの間、児童らは永田町、麹町、九段の各小学校や上智大学等に分散して授業を受けていた。しかし翌1923年（大正12年）9月1日午前11時58分発生の関東大震災により再び甚大な被害を受けることになった。1924年（大正13年）には、官庁建築に尽力した建築家中村與資平による設計の下、鉄筋コンクリート3階建の新校舎が完成した。同年5月28日、東伏見宮依仁親王妃周子が学校を視察した。

### 昭和時代
1947年（昭和22年）に「東京都千代田区立番町小学校」に改称され、4年後に創立80周年を迎えた。式典には昭和天皇が招かれた。1961年（昭和36年）の創立90周年には、現在の上皇と上皇后（当時は皇太子・同妃であった）が出席し式典が行われた。この頃は児童数1800人を超えるマンモス校となっていた。
1971年（昭和46年）に創立100周年を迎えたが、新校舎建設中のため翌年1972年（昭和47年）に、昭和天皇、香淳皇后を招き記念式典が行われた。特にこの日は、番町小学校創立100周年というだけでなく日本の小学校史100年という記念日でもあり、式典の様子がメディアを通じて全国に報道された。正門右脇には 「創立百周年記念天皇皇后両陛下御行幸啓」の石碑が存在する。
1970年10月3日起工、1972年3月2日竣工で新校舎（鉄筋コンクリート構造地上4階、地下1階）が落成。総費用は約4億3000万円、敷地面積7005.86平方メートル、延床面積5912平方メートルである。
1981年（昭和56年）には、創立110周年記念式典が上皇と上皇后（当時は皇太子・同妃）を招いて行われた。120周年式典では今上天皇（当時は皇太子）を招き、その他に木村茂（千代田区長）や鳩山邦夫（文部大臣）、鈴木俊一（東京都知事）、内田茂（東京都議会議長）等が出席した。

### 平成時代
1991年（平成2年）12月20日に公表された千代田区公共施設適正配置構想（いわゆる公適配）の実施にともない、1993年（平成5年）4月1日、番町小学校を含む全8校の千代田区立小学校が、千代田区の学校設置条例に基づき新設の扱いとされ、1年たらずの間ではあったが、旧麹町区域の小学校には旧来の校名の前に「千代田」の冠称が付けられた。本校も旧永田町小学校の一部と統合されて「千代田番町小学校」となった。
しかし区民・保護者・同窓生の強い要望を汲み、1994年（平成6年）1月1日に学校設置条例が改正され、「東京都千代田区立番町小学校」の旧称に復した。校歌は、旧来の曲「われらがかざせる」（作詞は中村秋香成蹊学園創設者中村春二の父。作曲は旧制東京音楽学校教授小山作之助）と、平成新作「輝いて今日を」（卒業生の中田喜直作曲、「めだかの学校」の作者）の2曲が両方使われている。後者は作曲者中田喜直の遺作となった。校章は具象的な横向きの梅花から、デザイン化された梅花に更新された。
2001年（平成13年）に創立130周年を迎えたが、千代田区全体の公立小学校統廃合が実施されて間もなくだったため、統廃合の対象となった旧永田町小学校関係者に配慮して式典を見送った。

### 創立140周年記念式典
2011年（平成23年）12月4日に創立140周年を迎えた。9時50分に皇太子（現在の今上天皇）が番町小学校に到着し、午前10時から記念式典が執り行われた。国歌斉唱、千代田区歌斉唱、第25代校長有馬守一による校長式辞、石川雅己千代田区長（第8代）挨拶に続いて皇太子が以下のように「お言葉」を贈った。
文部科学大臣の中川正春、東京都知事の石原慎太郎が祝辞を述べた。式典には昭和13年 - 19年にかけて番町小学校で勤務したのち、近隣の学習院初等科長を務めた近田廣司も出席していた。皇太子は10時38分に退場後、校内を巡覧して東日本大震災に伴って福島県から避難している児童と会話した。また、校庭においてBJB（番町ジュニアバンド、番町小学校の吹奏楽団）による演奏を観覧した。そのほか「140周年記念事業協賛会」が組織され、昭和26年度卒業生の草刈隆郎（日本郵船相談役、日本経団連副会長、慶應義塾評議員）が会長に就任した。
2021年（令和3年）12月4日に創立150年を迎えた。新型コロナウイルス感染症の影響拡大に伴い、記念式典と祝賀会の開催中止を決定した。「150周年記念事業協賛会」会長には、昭和30年度卒業生の小和田哲男（歴史学者、静岡大学名誉教授）が就任した。
従来、千代田区立番町小学校、千代田区立麹町小学校、文京区立誠之小学校が「小学校御三家」と括られたり、千代田区立番町小学校、港区立白金小学校、港区立青南小学校が「公立小御三家」などと括られたりして、校名は世間一般的にも知られている。中でも番町エリアの歴史と格式や千代田区という土地柄、歴代天皇や皇太子を招いての記念式典を執り行う小学校として、公立小御三家の筆頭と位置づけられている。

## 歴史
出典
- 1870年（明治3年）6月13日 - 市ヶ谷八幡洞雲寺に、東京府下仮小学校の一つとして設置。
- 1871年（明治4年）12月4日 - 仮小学校を廃し文部省直轄の小学第二校の呼称に改める。正式の小学校としての誕生を記念して、開校式を行い、この日（12月4日）を創立記念日と定める。
- 1872年（明治5年）5月6日 - 小幡藩邸跡（現在地）に移転。
- 1873年（明治6年）5月3日 - 第三中学区第一番小学・番町学校と改称。
- 1886年（明治19年）10月26日 - 皇太子（後の大正天皇）を招く。
- 1889年（明治22年）11月 - 東京市になったお祝いに梅のかんざしを付けて鎌倉合同遠足に行く。
- 1902年（明治35年）4月 - 校章をβから梅の花に変える。校歌「われらがかざせる」ができる。
- 1908年（明治41年）4月1日 - 高等科分離し、番町尋常小学校と改称。同日、校旗ができる。
- 1923年（大正12年）9月1日 - 関東大震災で新築中の校舎が被害を受ける。
- 1924年（大正13年）3月21日 - 鉄筋コンクリート3階建ての耐震・耐火校舎ができる。
- 1941年（昭和16年）4月1日 - 国民学校令により、東京市番町国民学校と改称。
- 1943年（昭和18年）7月1日 - 東京府と東京市が統合した東京都発足（東京都制施行）により、東京都番町国民学校と改称。
- 1944年（昭和19年）9月1日 - 山梨県吉田に戦時集団疎開。
- 1945年（昭和20年）
  - 5月25日 - 東京大空襲のため、校舎、教具、書類の大半を消失。
  - 10月22日 - 集団疎開を解団し、全児童母校に帰校。
  - 11月5日 - 残存教室で授業開始（児童数78名）。
- 1947年（昭和22年）4月1日 - 学制改革により、東京都千代田区立番町小学校と改称。
- 1951年（昭和26年）12月4日 - 昭和天皇を招き、創立80周年記念式典を挙行。
- 1961年（昭和36年）12月4日 - 皇太子、皇太子妃を招き、創立90周年記念式典を挙行。現在の講堂ができる。
- 1972年（昭和47年）
  - 3月2日 - 新校舎落成式（現在の校舎）校地買収（60.20坪、総費用4億3010万4000円）。
  - 5月10日 - 天皇・皇后（現:上皇・上皇后）を招き、創立百周年記念式典を挙行。
- 1981年（昭和56年）12月4日 - 皇太子、皇太子妃を招き、創立110周年記念式典を挙行。
- 1991年（平成3年）12月4日 - 皇太子を招き、創立120周年記念式典を挙行。
- 1993年（平成5年）4月1日 - 学校設置条例の改正に伴い、東京都千代田区立千代田番町小学校と改称。
- 1994年（平成6年）1月1日 - 学校設置条例の改正に伴い、東京都千代田区立番町小学校と改称。
- 1995年（平成7年）10月29日 - 校章制定。
- 1999年（平成11年）12月4日 - 12月4日を開校記念日を定める。
- 2000年（平成12年）
  - 2月5日 - 二つの校歌を制定する。 「輝いて今日を」（中田喜直作曲、こわせたまみ作詞）・「われらがかざせる」（中村秋香作詞、小山作之助作曲）。
  - 4月1日 - 地方自治法の改正に伴い千代田区立番町小学校と改称。
- 2008年（平成20年）3月 - この月から9月まで、校舎耐震工事実施。
- 2011年（平成23年）12月4日 - 皇太子（現:天皇）を招き、創立140周年記念式典挙行。

## 学区
- 千代田区
  - 麹町5、6丁目
  - 紀尾井町
  - 二番町（2、4、6、7、8、10、12、14）
  - 四番町（4、5、6、7、9）
  - 五番町
  - 六番町

小学校の児童数と教員数
| 年度     | 児童総数 | 1年生 | 2年生 | 3年生 | 4年生 | 5年生 | 6年生 | 教員数 | 職員数 |
| -------- | -------- | ----- | ----- | ----- | ----- | ----- | ----- | ------ | ------ |
| 平成25年 | 355人    | 58人  | 54人  | 49人  | 67人  | 59人  | 68人  | 22人   | 3人    |
| 平成26年 | 353人    | 61人  | 61人  | 54人  | 48人  | 68人  | 61人  | 19人   | 3人    |
| 平成27年 | 353人    | 61人  | 62人  | 61人  | 53人  | 49人  | 67人  | 20人   | 2人    |
| 平成28年 | 360人    | 69人  | 63人  | 61人  | 65人  | 53人  | 49人  | 24人   | 2人    |
| 平成29年 | 378人    | 59人  | 70人  | 65人  | 64人  | 65人  | 55人  | 26人   | 2人    |
| 平成30年 | 404人    | 62人  | 64人  | 71人  | 67人  | 71人  | 69人  | 25人   | 3人    |
| 令和元年 | 405人    | 67人  | 61人  | 66人  | 73人  | 68人  | 70人  | 24人   | 3人    |
| 令和2年  | 419人    | 75人  | 64人  | 69人  | 66人  | 77人  | 68人  | 22人   | 3人    |
| 令和3年  | 427人    | 63人  | 78人  | 67人  | 71人  | 70人  | 78人  | 23人   | 2人    |
| 令和4年  | 426人    | 79人  | 62人  | 77人  | 67人  | 69人  | 72人  | 24人   | 3人    |
| 令和5年  | 438人    | 82人  | 80人  | 61人  | 77人  | 71人  | 67人  | 25人   | 3人    |

## 外交行事・その他の行事
2011年（平成23年）に当時の皇太子徳仁親王を招き東日本大震災の影響で福島県から避難している児童を交えて、旧番町小学校時代を含めた創立140周年記念式典が挙行された。
千代田区で隔年開催される江戸三大祭の一角で天下祭のひとつ「山王祭」に参加する。この行事には他にも麹町小、九段小の児童が合同で参加している。
外交行事の度に日本と当該国両国の国旗を振る「旗振り」役として参加する事で特に有名である。以下に示すように、これまで世界各国の多くの要人が千代田区立番町小学校を訪れている。

### 行事参加・各国の来校者[23]
- 1964年（昭和39年）− マレーシア国王・同妃が来校
- 1977年（昭和52年）− パプアニューギニア首相夫人が来校
- 1979年（昭和54年）− セネガル大統領夫人が来校
- 1980年（昭和55年）− フィジー首相夫妻が来校
- 1981年（昭和56年）− タンザニア大統領夫人・ジンバブエ大統領夫人が来校
- 1983年（昭和58年）− アメリカ合衆国大統領（第40代）夫人ナンシー・レーガンが来校
- 1986年（昭和61年）− ソ連シュワルナゼ外相夫人が来校
- 1993年（平成5年）− ポルトガル共和国ソアレス大統領夫人が来校
- 1994年（平成6年）− フィジー共和国ランブカ首相夫人が来校
- 1995年（平成7年）− パキスタン・イスラム共和国上院議長夫人が来校
- 1998年（平成10年）− ラトビア共和国大統領夫人が来校
- 1999年（平成11年）− コートジボワール大統領夫人が来校
- 2000年（平成12年）− 中華人民共和国首相夫人が来校
- 2006年（平成18年）− 安倍昭恵内閣総理大臣夫人・タンザニア大統領夫人が来校
- 2006年（平成18年）− パキスタン・イスラム共和国より国賓来校
- 2006年（平成18年）− 公賓インド首相歓迎行事に参加（首相官邸にて）
- 2007年（平成19年）− スウェーデン国王歓迎行事に参加（皇居にて）
- 2007年（平成19年）− カンボジア首相歓迎行事に参加（首相官邸にて）
- 2007年（平成19年）− スーダン国大臣が視察来校
- 2008年（平成20年）− 潘基文国連事務総長歓迎行事に参加（首相官邸にて）
- 2008年（平成20年）− スペイン国王ファン・カルロス1世歓迎行事に参加
- 2009年（平成21年）− シンガポール大統領歓迎行事に参加（皇居にて）
- 2010年（平成22年）− 中華人民共和国 温家宝首相歓迎行事に参加（首相官邸）
- 2014年（平成26年）− ベトナム国家主席歓迎行事に参加（皇居にて）
- 2014年（平成26年）− オランダ国王歓迎行事に参加（皇居にて）
- 2016年（平成28年）− ベルギー王国国王フィリップ・同王妃歓迎行事に参加（皇居にて）
- 2016年（平成28年）− シンガポール大統領夫妻歓迎行事に参加（皇居にて）
- 2019年（平成31年）− 第45代アメリカ合衆国大統領ドナルド・トランプ歓迎行事に参加[24]（皇居）

## 番町小学校（旧制）

### 概要
太平洋戦争（大東亜戦争）前には、府立一中や府立四中、東京高師附属中などの上級学校への進学率が高い学校であった。また1924年（大正13年）に竣工した校舎内には麹町実科女学校が設置され、女子の職業教育も行われた（この学校は戦後、都立一橋高等学校に統合された）。
1945年（昭和20年）の東京大空襲で甚大な被害を受け、廃校の動きが強まる中、同窓生の反対運動が功を奏して存続に成功。1947年（昭和22年）4月1日、学校教育法の施行にともない、現在の校名に改称された。以来、番町小学校 - 麹町中学校 - 日比谷高校 - 東京大学と進学することが「日本のエリート」の代名詞とする世評が生じた。
かつては、麹町中学校を経て都立日比谷高はじめ第一学区の都立高等学校への進学を念頭に、学区外からの越境通学者が後を絶たず、膨大な数に膨れ上がった。1959年（昭和34年）で在籍者の37％が、1965年（昭和40年）になると番町小在校生1700人のうち約60％が越境入学で占められていたとされる。現在の番町小学校においては制限によって区域外通学が困難となり、その数自体は減少はしたものの、中学受験での難関校への受験者や進学者が多数を占める。

参考に文献に取り上げられた朝日新聞の記事を抜粋する。
以下のような記事もある。

### 行事
創立80周年（1951年）には昭和天皇、創立90周年（1961年）には皇太子、創立100周年（1972年） には昭和天皇・皇后夫妻、創立110周年（1981年）には皇太子・皇太子妃夫妻、創立120周年（1991年）には皇太子を迎えて創立記念式典が挙行された。

### 著名な出身者
- 広津柳浪（明治10年度卒） - 作家
- 狩野亨吉（明治11年度卒） - 教育者、一高校長、京都帝国大学文科大学初代学長
- 野口寧斎（明治11年度頃） - 漢詩人（「あゝ世は夢か幻か」…麹町臀肉切事件関係者）
- 木村駿吉 - 海軍電信の先駆者、日露戦争の勝利に貢献
- 芳賀矢一（明治12年度卒） - 国文学者
- 浜名寛祐（明治12年度卒） - 陸軍主計少将、『日韓正宗遡源』(いわゆる「契丹古伝」)の著者
- 大町桂月（明治15年度卒） - 作家
- 伊東忠太（明治20年度卒） - 建築家、文化勲章受章者、築地本願寺の建築者
- 中村春二（明治23年度卒） - 教育者、成蹊学園創立者、父・秋香は本校校歌を作詞
- 大熊喜邦（明治24年度卒） - 建築家（国会議事堂、警視庁、帝国劇場の設計者）
- 塩野季彦（明治26年度卒） - 司法大臣（第38ｰ40代）、逓信大臣（第43代）、大審院検事局次長
- 武林無想庵（明治27年度卒） - 作家
- 入江貫一（明治27年度卒） - 貴族院議員
- 守山恒太郎（明治27年度卒） - 野球殿堂入りした伝説の一高投手
- 赤星鉄馬（明治28年度卒） - 実業家、泰昌銀行頭取、学術財団法人啓明会創立者
- 伊庭孝（明治30年度卒） - オペラ俳優、音楽評論家
- 守屋東（明治30年度卒） - 教育者、女性運動家
- 坪内士行（明治30年度卒） - 劇評家、宝塚歌劇団と宝塚音楽学校創立者のひとり
- 向井忠晴（明治30年度卒）- 実業家、大蔵大臣（第56代）、三井物産会長
- 林大八（明治31年度卒） - 陸軍少将、第一次上海事変で戦死
- 山川菊栄（明治33年度卒） - 女性運動家、評論家、労働省婦人少年局長（初代）
- 三宅やす子（明治33年度卒） - 文筆家、三宅艶子の母、三宅菊子の祖母
- 恩地孝四郎（明治34年度卒） - 版画家
- 湯河元威（明治43年度卒） - 農林中央金庫理事長（第6代）、農商務次官
- 奥野信太郎 - 中国文学者、随筆家、慶應義塾大学教授
- 網野菊（明治45年度卒） - 作家
- 深谷伊三郎（明治45年度卒） - 灸師、深谷灸法の祖
- 神西清（大正4年度卒） - ロシア文学者
- 蘆原英了（大正8年度卒） - 音楽家、音楽評論家
- 中村伸郎（大正9年度卒） - 俳優
- 大橋進（昭和3年度卒） - 最高裁判所裁判官
- 芦原義信（昭和5年度卒） - 建築家、文化勲章受章者
- 中村正弘（昭和5年度卒） - 数学者、大阪教育大学教授、推理作家（筆名・天城一）
- 山根章弘（昭和5年度卒） - 美学者、東京音楽大学教授、東映動画創立メンバー、山根流折形礼法教場宗主、山根一眞の父（本名・能文）
- 三根谷徹（昭和6年度卒） - ベトナム語学者、東京大学教授、学士院賞受賞
- 三川泉（昭和8年度卒） - 能楽師
- 沼波万里子（昭和8年度卒） - 歌人
- 江橋節郎（昭和9年度卒） - 薬理学、分子生物学、東京大学教授、文化勲章受章者
- 中田喜直（昭和10年度卒） - 作曲家
- 吉行淳之介（昭和10年度卒） - 作家
- 福田平（昭和10年度卒） - 刑法学者（一橋大学名誉教授、法学部長）
- 三輪正弘（昭和11年度卒） - 建築家、インテリアデザイナー、武蔵野美術大学教授
- 三輪史朗（昭和13年度卒） - 血液学、東京大学教授、学士院賞受賞
- 胡暁子（長瀬昭子）（昭和13年度卒） - シンガポールの実業家・慈善家、タイガーバーム3代総裁・胡一虎夫人
- 大鷹弘（昭和14年度卒） - 外交官、駐ミャンマー大使、山口淑子の夫、大鷹正と双子の兄弟
- 大鷹正（昭和14年度卒） - 外交官、駐オランダ大使・駐チェコ大使・迎賓館長、大鷹弘と双子の兄弟
- 顔恵民（昭和15年度卒） - 台湾の実業家 / 一青窈・一青妙の父
- 大國昌彦（昭和16年度卒） - 経営者、王子製紙会長
- 篠原有司男（昭和18年度卒） - ニューヨーク在住の前衛芸術家
- 五代富文（昭和19年度卒） - 宇宙工学者、宇宙開発事業団理事
- 股野景親（昭和21年度卒） - 外交官、駐スウェーデン・ベトナム特命全権大使
- 吉行和子（昭和22年度卒） - 女優、吉行淳之介の妹
- 吉行理恵（昭和26年度卒） - 詩人、 吉行淳之介の妹
- 市川猿翁 (2代目)（昭和26年度卒） - 歌舞伎俳優 / 香川照之の父
- 草刈隆郎（昭和26年度卒） - 経営者、日本郵船会長、経団連副会長
- 市川靖子（昭和28年度卒） - 女優、市川猿翁 (2代目)の妹、市川段四郎 (4代目)の姉
- 中村照夫（昭和29年度卒） - ジャズベーシスト
- 小和田哲男（昭和30年度卒） - 歴史家、静岡大学名誉教授
- 秀島一生（昭和32年度卒） - 航空評論家
- 市川段四郎 (4代目)（昭和33年度卒） - 歌舞伎俳優
- 田中信明（昭和33年度卒） - 外交官、ユネスコ・国際連合事務次長を歴任
- 山根一眞（昭和34年度卒） - ノンフィクション作家
- 山本コウタロー（昭和35年度卒） - 歌手、タレント
- 岡田裕介（昭和36年度卒） -  東映社長、映画プロデューサー、元俳優
- 土田健次郎（昭和36年度卒） - 中国哲学史、早稲田大学教授
- 吉田城（昭和37年度卒） - 仏文学者、京都大学教授
- 米川敏子（昭和37年度卒） - 生田流箏曲家・地歌演奏家、本名：後藤裕枝（旧姓：江藤）、紫綬褒章（平成23年）・日本藝術院賞（平成27年）受章
- 高木美也子（昭和38年度卒） - 日本大学総合科学研究所教授、生命倫理学者、岡田裕介の妹
- 土田英三郎（昭和39年度卒） - 西洋音楽史、東京藝術大学教授
- 畑中龍太郎（昭和39年度卒） - 金融庁長官（第7代）、駐コロンビア特命全権大使
- 堤邦彦（昭和39年度卒） - 国文学、怪異研究、京都精華大学教授
- 下条みつ（昭和42年度卒） - 衆議院議員 / 経団連初代会長石川一郎の孫、厚生大臣の下条進一郎の子
- 後藤茂之（昭和42年度卒） - 厚生労働大臣（第24・25代）、内閣府特命担当大臣
- 三輪建二（昭和43年度卒） - 教育学者、お茶の水女子大学教授
- 福井源（昭和43年度卒） - 実業家
- 神保雅人（昭和43年度卒） - 素粒子物理学、千葉商科大学教授
- 片山直之（昭和44年度卒） - サンマルクカフェ創業者
- 富岡幸一郎（昭和44年度卒） - 文芸評論家、関東学院大学教授
- 杉浦克己 （昭和44年度卒） - 栄養学者、立教大学教授
- 櫻井哲夫（昭和44年度卒） - フュージョンミュージシャン、ベーシスト、カシオペア (バンド)創立メンバー
- 和泉宏隆（昭和45年度卒） -  フュージョンミュージシャン、ピアニスト、T-SQUAREキーボーディスト
- 國中均（昭和47年度卒） - 航空宇宙工学、宇宙科学研究所JAXA教授・理事
- 津島淳（昭和53年度卒） - 法務副大臣・内閣府大臣政務官 / 太宰治の孫
- 隼海惺（平成11年度卒） - 女優、元宝塚歌劇団月組男役
- 新村理々愛（平成18年度卒） - ハリウッド俳優、フルート奏者
- 一力遼（平成21年度卒） - 囲碁棋士・河北新報記者

### 中退した著名人
- 東條英機 - 陸軍大将、内閣総理大臣（第40代）
- 吉田久 - 大審院判事 / 学資乏しく中退後、刻苦勉励して大成
- 森雅之 - 作家 / 1922年、成城小学校へ転校
- 里見弴 - 作家 / 赤坂中之町小から転入、のち学習院初等科へ転校
- 清水章弘 - 学習塾経営者
- ほか旧軍幹部、学者が多数（記事が無いため記載を控える。本頁の旧版参照。）

## 番町幼稚園
番町小学校には、千代田区立番町幼稚園が併設されている。1889年（明治22年）11月22日の創立で、小学校とともに歩んだ。1990年（平成2年）3月3日に創立100周年記念式典を開催し、皇太子妃を招いた。2013年（平成25年）3月にはスリランカ大統領夫人や外相・駐日大使夫人が園内を見学した。

## 進学先中学校
- 番町小や麹町小、九段小の難関国立・都立・私立中学への進学率が高い具体的な理由として以下の点が挙げられる。まず、大企業本社や国家の中枢が集中している千代田区という土地柄、それらに勤務している住民が多く、富裕層や子供の教育に比較的関心の高い層で占められる。近隣に雙葉学園、女子学院などの有名私立校がひしめき合い、歴史ある名門校の校風を身近に感じる機会が多い。進学に関する情報交換も盛んに行われていて、自宅や学校から通いやすい学習塾や文化教室も充実している。その中でも特に、本校の位置する学区周辺は日本一住宅地価が高い場所[31] となったこともある。
- 千代田区では、中学校は通学区域を設けず、「学びたい学校・学ばせたい学校」を自由に選ぶことができる学校選択制を実施している。麹町中学校、神田一橋中学校が選択できる[32]。また九段中等教育学校に関しては受験が必要であるが、千代田区民であれば一般入試よりも入学がしやすい受験方式が存在する。

## 有名な卒業生
- 深谷伊三郎(鍼灸師)※番町尋常高等小学校時代

## アクセス・周辺地域

### アクセス
- JR中央・総武緩行線・都営地下鉄新宿線・東京メトロ有楽町線・東京メトロ南北線「市ケ谷駅」より徒歩6分
- JR中央線快速・JR中央・総武緩行線・東京メトロ丸ノ内線・東京メトロ南北線「四ツ谷駅」より徒歩7分
- 東京メトロ有楽町線「麹町駅」より徒歩7分

### 周辺地域
- 学校法人雙葉学園（六番町）
- 東京中華学校（五番町）
- 上智大学（紀尾井町）
- 学習院初等科（若葉）
- セブン&アイ・ホールディングス本社（二番町）
- 日本棋院（五番町）
- ソニー・ミュージックエンタテインメント（六番町）
- 千代田区立麹町小学校（麹町）
- 千代田区立九段小学校（二番町）
- 女子学院中学校・高等学校（一番町）
- 東京家政学院大学（三番町）
  - 東京家政学院中学校・高等学校
- 大妻女子大学（三番町）
  - 大妻中学校・高等学校
- 三輪田学園中学校・高等学校（九段北）
- 法政大学市ヶ谷キャンパス（富士見）
- 日本テレビ放送網麹町分室（旧本社・二番町）